# Ам-Гоф
Ам-Гоф (нім. Am Hof) — історично значуща площа у Відні, розташована у Внутрішньому місті. Площа розташована між Богнергассе, Наглергассе, Хайденшусс, Фербергассе, Єврейською площею та шкільним двором у старій частині міста в безпосередній близькості від середньовічного гетто.

## Історія

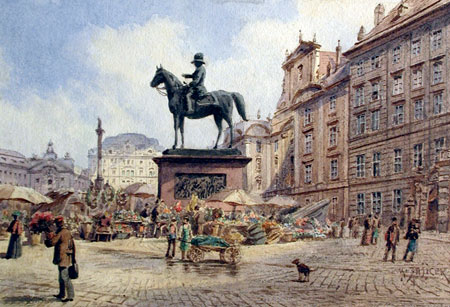
Ринок перед пам'ятником Радецькому (1890, художник Карл Зайцек)

Площа Ам-Хоф була частиною римського табору Віндобона і до раннього середньовіччя ця місцевість не була заселена.
Між 1155 і близько 1280 роками тут був двір Бабенбергів, на якому Генріх II у 1155—1156 роках збудував собі резиденцію. Комплекс будівель утворив вільну площу, і так двір став центром резиденції герцога. З північно-західного та південно-західного боків «двір» був відділений стіною римського форту, у старе місто і на Єврейську площа можна було вийти через браму. 1165 року тут Генріх II зустрів свою дружину Теодору. Фрідріх Барбаросса проводжав звідти третій хрестовий похід до Святої Землі.
Син Генріха, Леопольд V, між 1177—1194 роками влаштовував тут турніри, ринкову площу і сцену, на якій виступали такі співаки і поети, як Рейнмаре фон Гаґенау та його учні Вальтер фон дер Фоґельвейде, часто в мінезанга-змаганнях.
Площа складалася з декількох будівель і вузького провулка. Сама площа з XIV століття використовувалася як ринкова, а пізніше як місце страт. У XVIII столітті на ринку поряд із фруктами та овочами з'явилися морська риба, краби та раки.
14 березня 1848 року у час революції 1848—1849 років стався штурм Арсеналу. 6 жовтня натовп силою витяг із будівлі і повісив на ліхтарному стовпі в центрі площі військового міністра Теодора фон Латура. Пізніше це місце називалося «Народна площа» (нім. Volksplatz).
1892 року біля будівлі військового міністерства була встановлена кінна статуя фельдмаршала Йозефа Радецького скульптора Каспара фон Цумбуша, а 1912 року військовому міністерству було передано нещодавно побудований будинок на Рінгштрассе. Місце будівлі міністерства в 1915 році зайняла штаб-квартира Земельного банку (нім. Länderbank).
У 1842—1918 і 1939—1942 роках на площі влаштовувався різдвяний ярмарок. У 1973 році тут був блошиний ринок, у 1977 році на площі розташувався Нашмаркт. Сьогодні тут також щорічно відкривається різдвяний ярмарок.
У фільмі Керола Ріда «Третя людина» (1948) показана площа Ам-Гоф та тумба Морріса, що веде в підземний світ віденської каналізації.
У 1962—1963 року в ході розкопок тут були знайдені сліди римського поселення.
Із 2008 року біля фасаду будинку № 6a постійно експонується інсталяція «Жовтий туман» датсько-ісландського художника Олафура Еліассона.

## Об'єкти площі
- Церква Ам-Гоф
- колона Марії

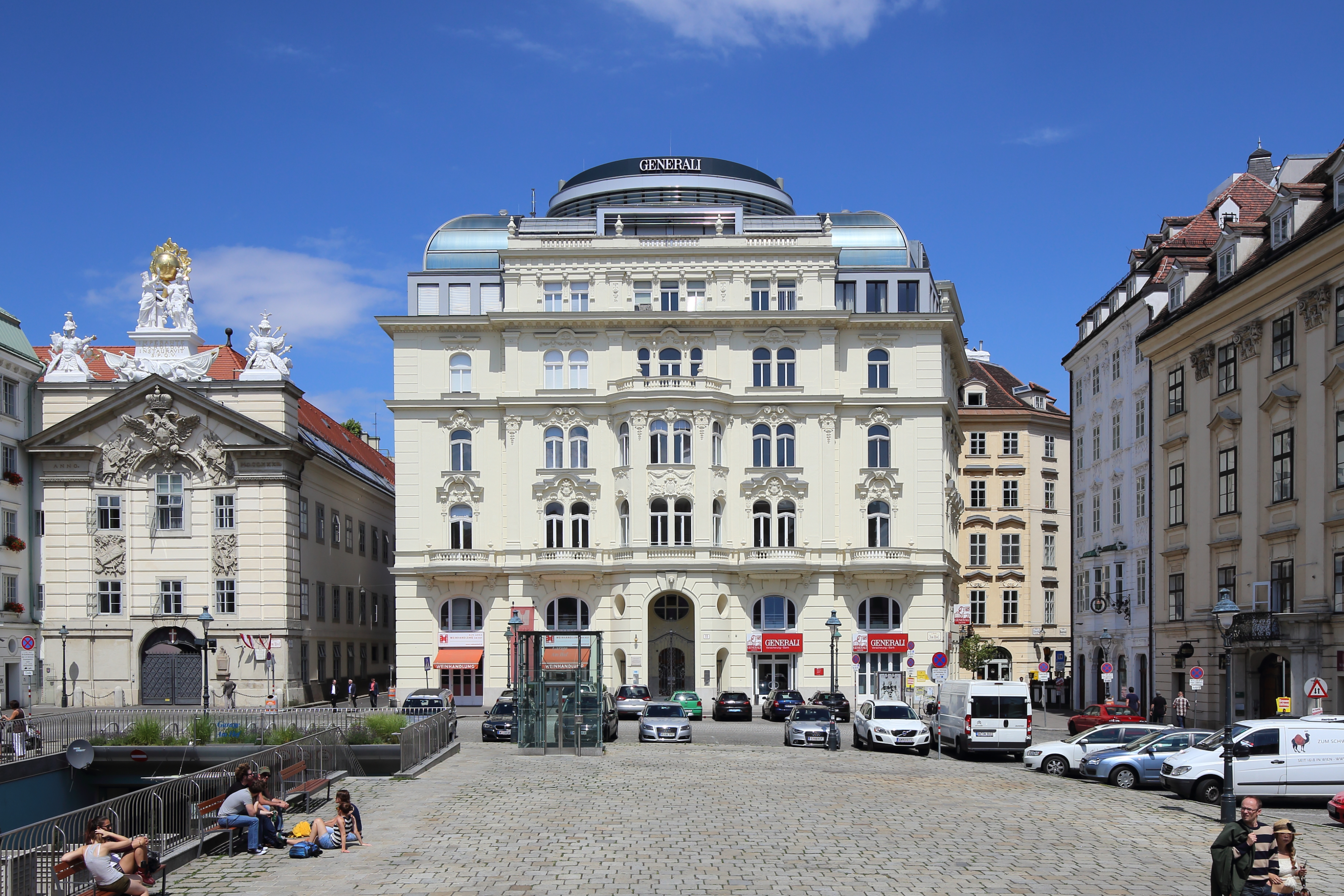
Житловий будинок (будинок № 11)

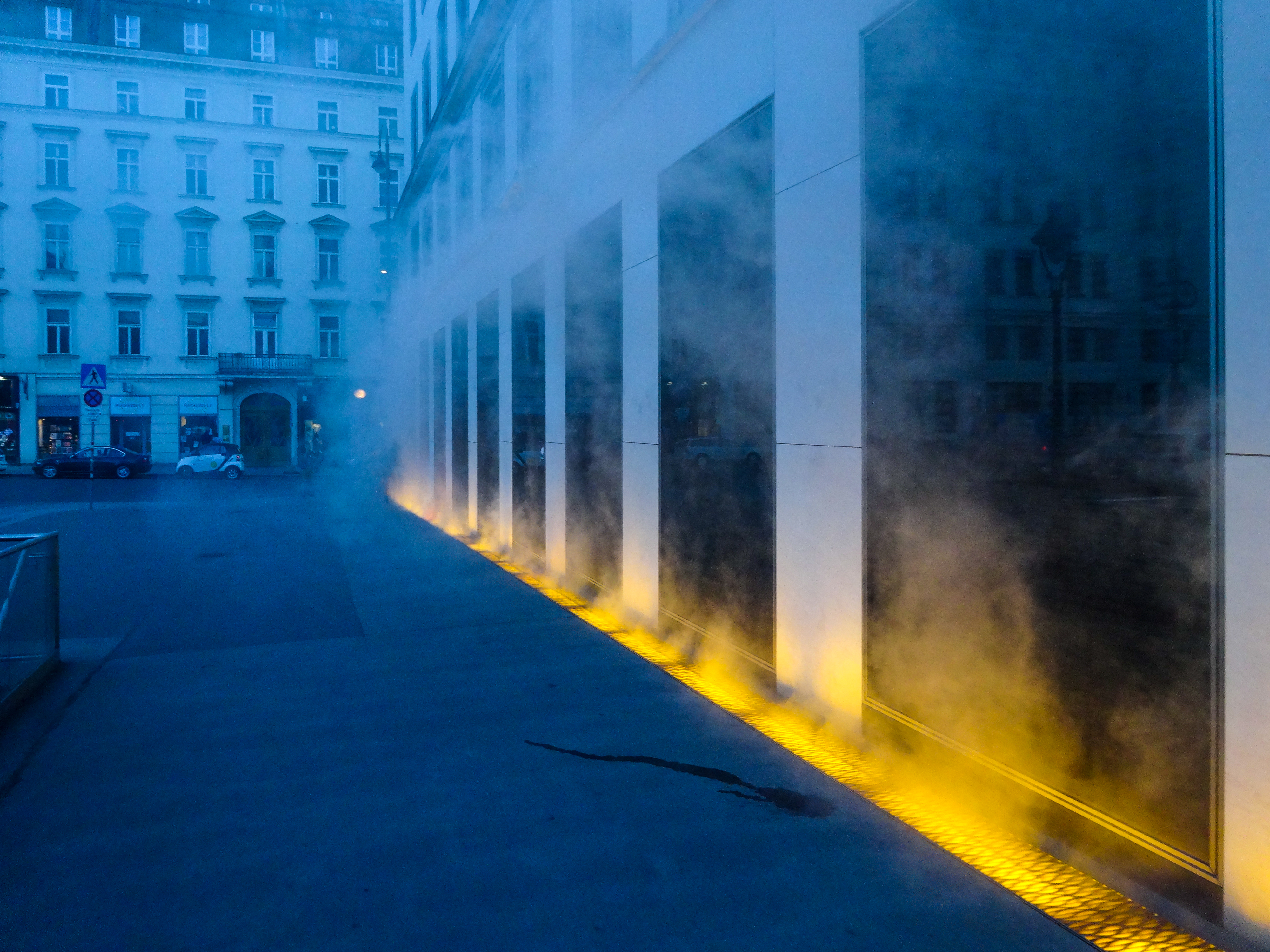
«Жовтий туман» Олафура Еліассона

- Цивільний арсенал (будинок № 10)
- Палац Коллальто (будинок № 13)
- Банк (Австрійська кредитна установа) (будинок № 2)
- Центральний австрійський банк (будинки № 3-4)
- Будинок «Zum Hahnenbeiss» (будинок № 5)
- Офісна будівля громадського зв'язку (будинок № 6a)
- Будинок «Märkleinsche» (будинок № 7)
- Вузький будинок (будинок № 8)
- Віденське пожежне депо (будинок № 9)
- Житловий будинок (будинок № 11)
- Міський будинок (будинок № 12)